# 천마군
천마군(天摩郡)은 조선민주주의인민공화국 평안북도의 서부에 위치하는 군이다.

## 지리
동쪽으로 구성시·대관군, 남쪽으로 선천군·동림군, 서쪽으로 의주군·피현군, 북쪽으로 삭주군과 접한다.
천마산맥과 문수산맥이 군을 가로질러 산이 많으며 최고봉은 천마산(1169m)이다. 천마산 지역은 다양한 동물이 서식하고 있어 동물보호구로 지정되어 있다.
천마군은 압록강 분지에 놓여있고 압록강의 지류인 삼교천 등이 흐르며 만풍호, 대하저수지 등의 댐 호수가 있어 황해 연안의 평야의 관개에 사용된다.
대륙성 기후로, 여름은 덥고 겨울은 춥다. 연평균 기온은 8.7°C이고 1월 평균기온은 -10.7°C, 8월 평균기온은 22.6°C이다. 연평균 강수량은 1,260mm이다.

## 역사
천마읍 일대는 조선 시대에 안의진(安義鎭)이 있던 곳이다. 안의진은 조선 세조 12년(1466년)에 수천군(隨川郡)이 정주목에 합쳐질 때 수천군에서 옮겨왔다.
1952년 12월 군면리 대폐합 때, 구성군의 관서면·천마면·사기면과 의주군의 고령삭면을 합쳐 천마군이 신설되었다.

## 산업
전체 면적의 약 13%가 경작지이고 82%가 산림이다. 천마군은 평안북도의 선도적인 홉 생산지이다.

## 행정 구역
1읍 20리로 구성된다.
- 천마읍 (天摩邑)
- 신창리 (新昌里)
- 관동리 (館洞里)
- 삼송리 (三松里)
- 비화리 (斐化里)
- 백자리 (栢子里)
- 구암리 (九岩里)
- 송현리 (松峴里)
- 신시리 (新市里)
- 지경리 (地境里)
- 신흥리 (新興里)
- 금골리
- 대우리 (大牛里)
- 송림리 (宋林里)
- 대하리 (大鰕里)
- 삼봉리 (三峰里)
- 일녕리 (一寧里)
- 영산리 (永山里)
- 서고리 (西古里)
- 동고리 (東古里)
- 천산리 (天山里)

## 같이 보기
- 조선민주주의인민공화국의 지리
- 조선민주주의인민공화국의 행정 구역